# 25 de Mayo (Misiones)
25 de Mayo é uma cidade argentina da província de Misiones. O município está situado no departamento veiaticinco de Mayo, tem fronteira com os municípios de Alba Posse (ao nordeste) e Colonia Aurora (ao sudoeste) do mesmo departamento, ao norte e leste com os municípios de Dos de Mayo, Aristóbulo del Valle e Campo Grande do departamento Cainguás, e ao sul com a cidade de Colonia Aurora.